# 田邊元
田邊元（日语：／ Tanabe Hajime，1885年2月3日—1962年4月29日），生於東京，為日本京都學派第一代的哲學家。早期在東京大學讀自然科學，1908年轉入哲學系，從學於井上哲次郎、拉斐爾·馮·庫伯等人，1913年於東北大學擔任講師，於自然科學科講授哲學。1918年他受聘至京都大學，與西田幾多郎逐漸形成京都學派。1922年至24年，田邊元以文部省在外研究員的身份，赴德跟隨胡塞爾學習現象學，後轉向青年海德格爾。1942年至45年，因戰爭停止一切文筆活動。1945年退官隱居於群馬縣長野原町北輕井澤大學村。1947年獲任命為帝国学士院会員。1951年獲頒日本文化勳章，同年妻子千代辭世。1961年腦軟化症併發，入院群馬大學中尾內科，1962辭世。
曾提出「種的邏輯」、「懺悔道」等哲學概念，在京都學派裡屬於他力立場（傾向於淨土真宗）的哲學家，批判西方啟蒙傳統的自力（理性），除了其弟子武內義範外影響較小。台灣數理邏輯學家黃金穗（1915-1967）也是其指導學生。

## 思想

### 種的邏輯
1930年，田邊元的思想路線開始與西田幾多郎分歧，他認為西田幾多郎的思想重視思辯，傾向神秘主義，而較缺乏社會關懷。西田的「純粹經驗」、「場所邏輯」或「絕對無」等概念，均是將二元格局納入一個絕對者來處理，並且是直覺地、頓然地來體現終極實在。田邊元則傾向於在二元性的格局下，經過一定的歷程來體現。借用生物的分類「類・種・個」，他提出「種的邏輯」，認為西田注重作為「類」（人類）及「個體」（個別的歷史存有），而忽略了居間的媒介，即在邏輯與歷史上居於最高位的「種」（國家）。西田及其他照著形式邏輯走下來的人，不是使得種失去在共相之中，就是化約為個體。於是人類的存在被田邊規定為社會的存在，也就是「種的存在」。
「種的邏輯」其中所含有的政治運用受到左翼及自由主義思想家的批判，在1947年出版的《種的邏輯的辯證法》（種の論理の辯證法）裡，田邊對此做的反省是他從前的邏輯太過立足於「同一性原理」，致使國家變成了絕對，進而奪走了個體的自由。

### 懺悔道（Metanoetik）
1946年，田邊元基於對日本軍國主義的挫敗提出反省，出版《作為懺悔道的哲學》（懺悔道としての哲学），指出懺悔是由「他者」所喚起，讓人知道自己的罪過無法補償，並且在面對罪過時是無力且無能的。藉由自我之外的力量，使自己能夠自我否定，轉而得到救贖。另外，懺悔道存在著自力與他力的辯證關係，也就是說，使自己進行懺悔的他力，是由自力產生的，此二重性可以說是相即不離。

## 主要著作
- 《最近的自然科學》（最近の自然科学，1915）
- 《科學概論》（科学概論，1918）
- 《康德的目的論》（カントの目的論，1924）
- 《現象學的發展》（現象学の発展，1924-25，未出版）
- 《數理哲學研究》（数理哲学研究，1925）
- 〈求教西田先生〉（西田先生の教を仰ぐ，1930）
- 《黑格爾哲學與辯證法》（ヘーゲル哲学と辯證法，1932）
- 《哲學通論》（哲学通論，1933）
- 「種的論理」（種の論理，系列論文，1934-37）
- 《哲學與科學之間》（哲学と科学との間，1937）
- 《正法眼藏的哲學私觀》（正法眼蔵の哲学私観，1939）
- 《歷史的現實》（歴史的現実，1940）
- 《作為懺悔道的哲學》（懺悔道としての哲学，1946）
- 《政治哲學的急務》（政治哲学の急務，1946）
- 《種的論理的辯證法》（種の論理の辯證法，1947）
- 《實存與愛與實踐》（実存と愛と実践，1947）
- 《基督教的辯證》（キリスト教の辯證，1948）
- 《哲學入門―哲學的根本問題》（哲学入門―哲学の根本問題，1949）
- 《哲學入門―補說第一、歷史哲學・政治哲學》（哲学入門―補説第一、歴史哲学・政治哲学，1949）
- 《哲學入門―補說第二、科學哲學・認識論》（哲学入門―補説第二、科学哲学・認識論，1950）
- 《華萊里的藝術哲學》（ヴァレリイの芸術哲学，1951）
- 《哲學入門―補說第三、宗教哲學・倫理學》（哲学入門―補説第三、宗教哲学・倫理学，1952）
- 《哲學與詩與宗教―海德格・黎爾克・賀德齡》（哲学と詩と宗教―ハイデッガー・リルケ・ヘルダーリン，未完成的遺稿，1953）
- 《數理的歷史主義展開》（数理の歴史主義展開，1954）
- 《理論物理學新方法論提說》（理論物理学新方法論提説，1955）
- 《相對性理論的辯證法》（相対性理論の辯證法，1955）
- 〈死的哲學〉（死の哲学，1957-59）
- 《馬拉美筆記》（マラルメ覚書，1961）
- 〈是生的存在學還是死的辯證法〉（生の存在学か死の辯證法か，1962）

### 譯作
- 龐加萊：《科學的價值》（ポアンカレ，科学の価値，1916）
- 普朗克：《物理學式世界圖像的統一》（プランク，物理学的世界像の統一，1928）